# Mónica Cruz
Mónica Cruz (ur. 16 marca 1977 w Madrycie) – hiszpańska aktorka, tancerka i modelka. 
Jest córką Encarna Sánchez, fryzjerki, i Eduardo Cruza, detalisty i mechanika samochodowego. Siostra aktorki Penelope Cruz i hiszpańskiego piosenkarza Eduardo Cruza. 

## Filmografia
- 2008: Bella Otero, La
- 2008: Caminando jako Mari Carmen Maya
- 2008: Asterix na olimpiadzie jako Esmeralda
- 2008: Iron Cross jako Gaby
- 2008: Last Hour jako Detektyw Rosa Mulero
- 2008: All Inclusive jako Clemencia
- 2008: Susurros jako Clara
- 2007: Liolà
- 2006: Nowe imperium jako Tabitha
- 2005: Liolà
- 2002-2005: Paso adelante, Un jako Silvia Jáuregui
- 1999-2004: Noche de fiesta